# Cour-l'Évêque
Pour les articles homonymes, voir Cour et L'Évêque.
Cour-l'Évêque est une commune française située dans le département de la Haute-Marne, en région Grand Est.

## Géographie
Cour-l'Évêque est située dans la vallée de l'Aujon, à 3 km au nord-ouest d'Arc-en-Barrois, en bordure de la forêt domaniale d'Arc-en-Barrois.

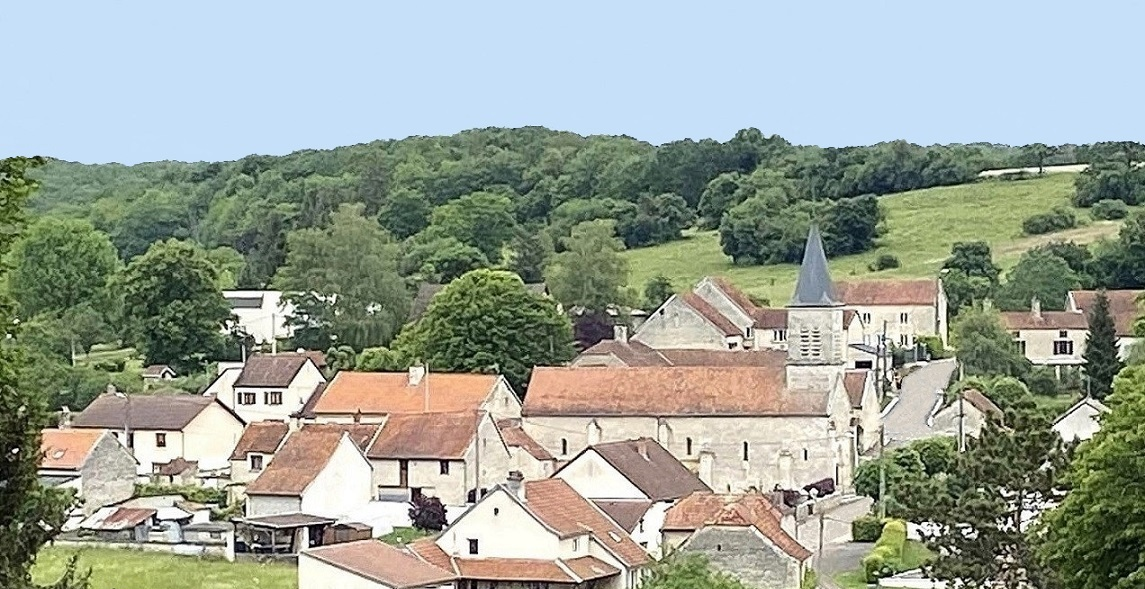
Vue générale

|                     | Châteauvillain | Richebourg     |
| Coupray             | Cour-l'Évêque  |                |
| Aubepierre-sur-Aube |                | Arc-en-Barrois |

### Hydrographie
La commune est dans la région hydrographique « la Seine de sa source au confluent de l'Oise (exclu) » au sein du bassin Seine-Normandie. Elle est drainée par l'Aujon, le cours d'eau 01 du Val Corbeau, le Fossé 01 de la Combe Martin, le Fossé 01 de la Combe Vau Boing, le Fossé 01 de la commune de Cour-l'Evêque, le Fossé 03 de la commune de Cour-L'Evêque, le Fossé 06 de la commune de Cour-L'Evêque, l'Aujon et le ru du Val Mormand,.
L'Aujon, d'une longueur de 68 km, prend sa source dans la commune de Perrogney-les-Fontaines et se jette  dans l'Aube à Longchamp-sur-Aujon, après avoir traversé 17 communes. 

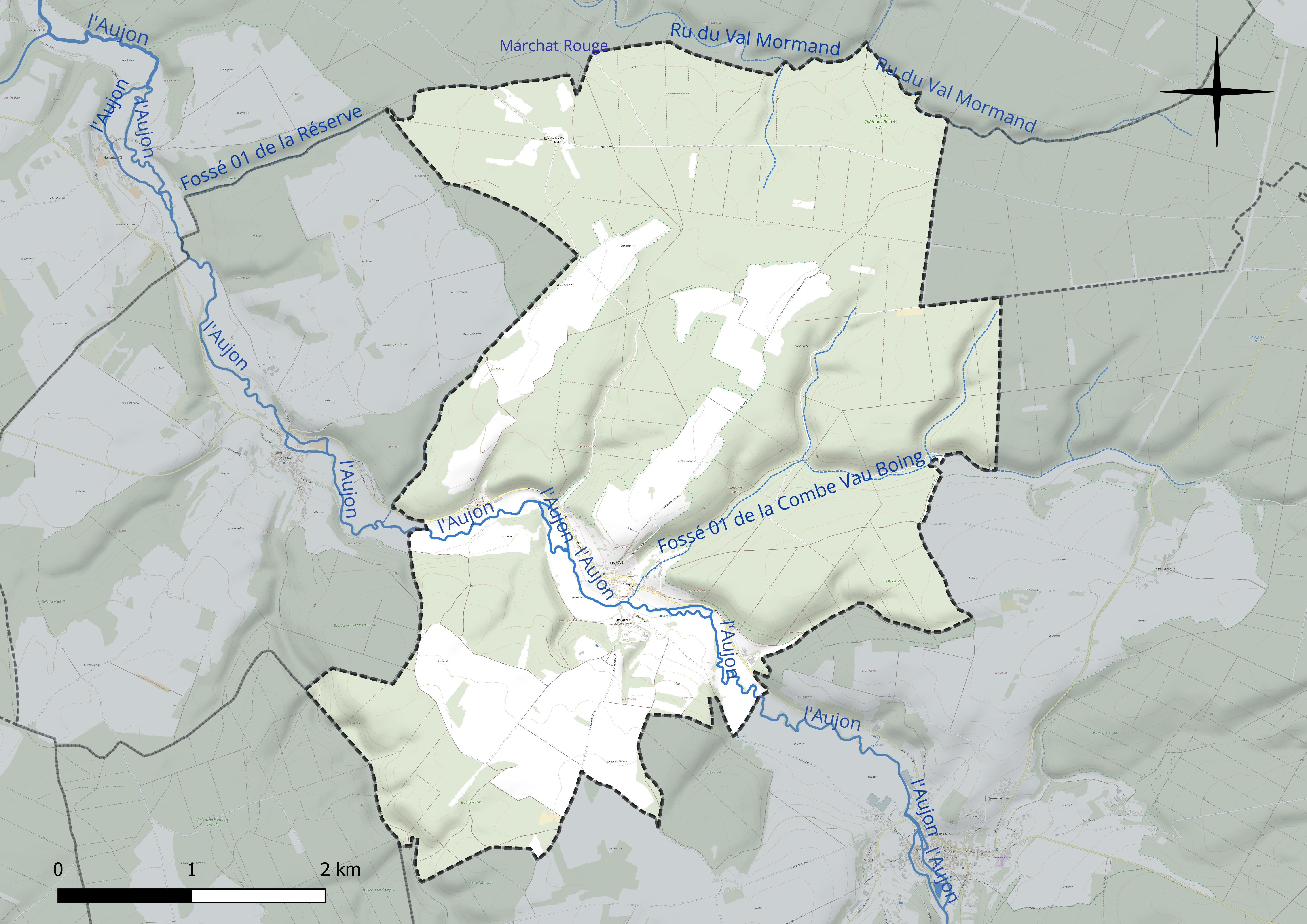
Réseau hydrographique de Cour-l'Évêque.

### Climat
Pour des articles plus généraux, voir Climat du Grand Est et Climat de la Haute-Marne.
En 2010, le climat de la commune est de type climat des marges montargnardes, selon une étude du Centre national de la recherche scientifique s'appuyant sur une série de données couvrant la période 1971-2000. En 2020, Météo-France publie une typologie des climats de la France métropolitaine dans laquelle la commune est exposée à un climat océanique altéré et est dans la région climatique  Lorraine, plateau de Langres, Morvan, caractérisée par un hiver rude (1,5 °C), des vents modérés et des brouillards fréquents en automne et hiver. 
Pour la période 1971-2000, la température annuelle moyenne est de 10,3 °C, avec une amplitude thermique annuelle de 16,2 °C. Le cumul annuel moyen de précipitations est de 931 mm, avec 13,4 jours de précipitations en janvier et 8,9 jours en juillet. Pour la période 1991-2020, la température moyenne annuelle observée sur la station météorologique de Météo-France la plus proche, « Saint-loup-sur-aujon_sapc », sur la commune de Saint-Loup-sur-Aujon à 12 km à vol d'oiseau, est de 10,5 °C et le cumul annuel moyen de précipitations est de 918,0 mm. 
La température maximale relevée sur cette station est de 39,9 °C, atteinte le 25 juillet 2019 ; la température minimale est de −22 °C, atteinte le 20 décembre 2009,,. 
Les paramètres climatiques de la commune ont été estimés pour le milieu du siècle (2041-2070) selon différents scénarios d'émission de gaz à effet de serre à partir des nouvelles projections climatiques de référence DRIAS-2020. Ils sont consultables sur un site dédié publié par Météo-France en novembre 2022.

## Urbanisme

### Typologie
Au 1er janvier 2024, Cour-l'Évêque est catégorisée commune rurale à habitat dispersé, selon la nouvelle grille communale de densité à sept niveaux définie par l'Insee en 2022.
Elle est située hors unité urbaine. Par ailleurs la commune fait partie de l'aire d'attraction de Chaumont, dont elle est une commune de la couronne,. Cette aire, qui regroupe 112 communes, est catégorisée dans les aires de 50 000 à moins de 200 000 habitants,.

### Occupation des sols
L'occupation des sols de la commune, telle qu'elle ressort de la base de données européenne d’occupation biophysique des sols Corine Land Cover (CLC), est marquée par l'importance des forêts et milieux semi-naturels (74,2 % en 2018), une proportion sensiblement équivalente à celle de 1990 (74,8 %). La répartition détaillée en 2018 est la suivante : 
forêts (74,2 %), terres arables (18,6 %), prairies (5,9 %), zones urbanisées (1,3 %). L'évolution de l’occupation des sols de la commune et de ses infrastructures peut être observée sur les différentes représentations cartographiques du territoire : la carte de Cassini (XVIIIe siècle), la carte d'état-major (1820-1866) et les cartes ou photos aériennes de l'IGN pour la période actuelle (1950 à aujourd'hui).

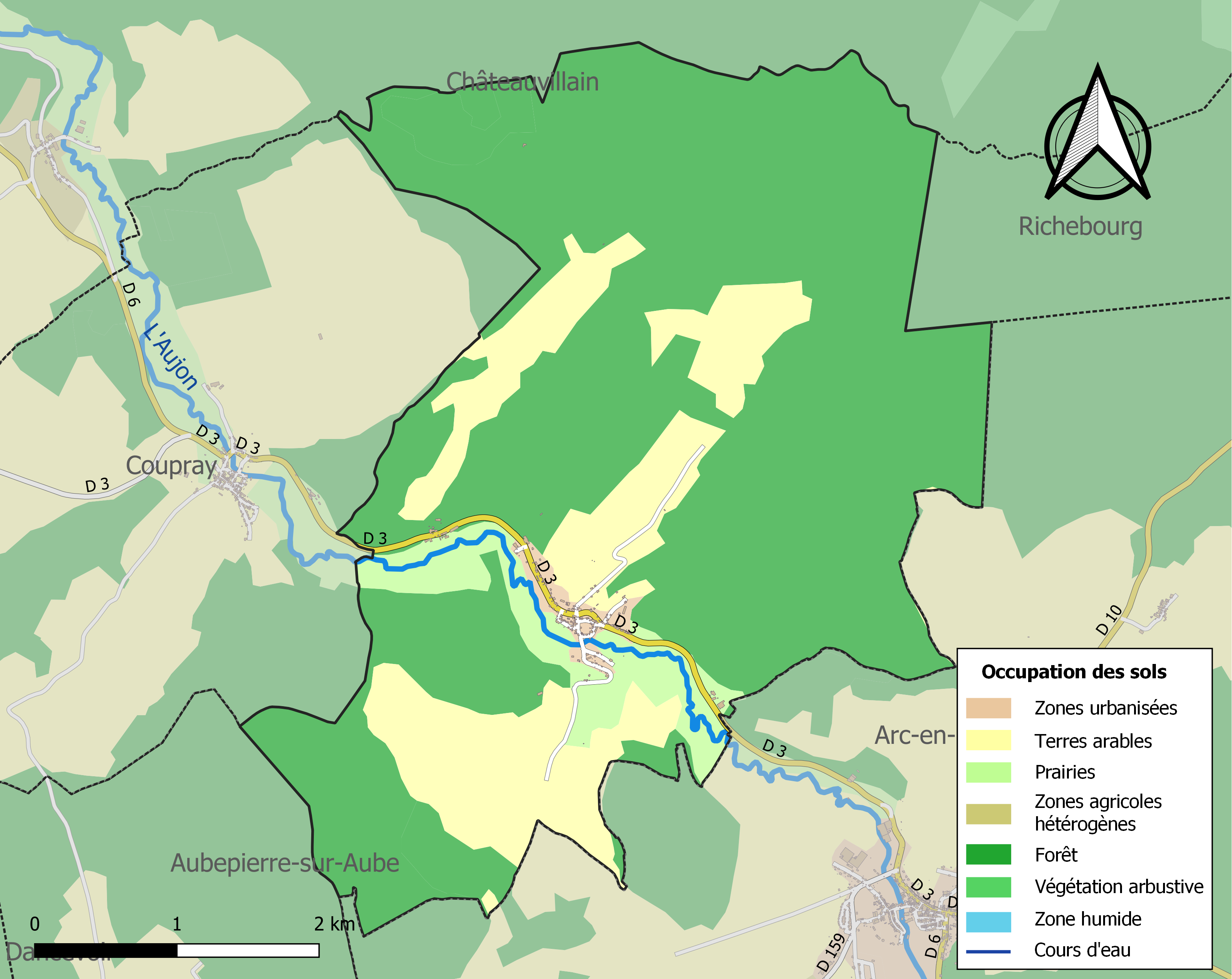
Carte des infrastructures et de l'occupation des sols de la commune en 2018 (CLC).

## Toponymie
Le nom de la localité est attesté sous les formes Curia Episcopi (1159) ; Curtis Episcopi (1186) ; Cortelévesque (1254) ; Cortévesque (1261) ; Courtévesque (1420) ; Cour Évesque (1498) ; Cour-l'Évêque (1769) ; « Parochialis ecclesia S Sulpitii de Courlévêque » (1732).

De oïl court « ferme, domaine » et l'évêque « de l'évêque ( de Langres ) ».

## Histoire
Cour-l'Évêque a été sous la juridiction du chapitre de Langres, puis du marquisat d'Arc, enfin du duché-pairie de Châteauvillain de 1703 jusqu'à la Révolution.

### Révolution française
Alors qu’ils sont prévus dans chaque commune par la loi du 21 mars 1793, le comité de surveillance local ne se crée que le 13 octobre, après la loi du 17 septembre qui précise leur organisation. Ses pouvoirs sont renforcés par la loi du 14 frimaire an II, qui lui attribue la surveillance de l’application des lois en concurrence avec les municipalités. Il se borne toutefois comme la plupart des comités communaux à surveiller les étrangers et désarmer les suspects.

## Politique et administration
| Période                                  | Période  | Identité            | Étiquette | Qualité         |
| ---------------------------------------- | -------- | ------------------- | --------- | --------------- |
| avant 1951                               | ?        | Jean-Paul Guillaume | RPF       | Éleveur laitier |
|                                          |          |                     |           |                 |
| mars 2001                                | En cours | Guy Béguinot        |           | Agriculteur     |
| Les données manquantes sont à compléter. |          |                     |           |                 |

## Population et société

### Démographie

#### Évolution démographique
L'évolution du nombre d'habitants est connue à travers les recensements de la population effectués dans la commune depuis 1793. Pour les communes de moins de 10 000 habitants, une enquête de recensement portant sur toute la population est réalisée tous les cinq ans, les populations de référence des années intermédiaires étant quant à elles estimées par interpolation ou extrapolation. Pour la commune, le premier recensement exhaustif entrant dans le cadre du nouveau dispositif a été réalisé en 2008.

En 2022, la commune comptait 148 habitants, en évolution de −11,9 % par rapport à 2016 (Haute-Marne : −4,62 %, France hors Mayotte : +2,11 %).
| 1793 | 1800 | 1806 | 1821 | 1831 | 1836 | 1841 | 1846 | 1851 |
| ---- | ---- | ---- | ---- | ---- | ---- | ---- | ---- | ---- |
| 276  | 259  | 268  | 273  | 373  | 370  | 334  | 383  | 360  |

| 1856 | 1861 | 1866 | 1872 | 1876 | 1881 | 1886 | 1891 | 1896 |
| ---- | ---- | ---- | ---- | ---- | ---- | ---- | ---- | ---- |
| 342  | 352  | 331  | 309  | 270  | 261  | 232  | 224  | 207  |

| 1901 | 1906 | 1911 | 1921 | 1926 | 1931 | 1936 | 1946 | 1954 |
| ---- | ---- | ---- | ---- | ---- | ---- | ---- | ---- | ---- |
| 190  | 181  | 172  | 139  | 144  | 154  | 137  | 136  | 134  |

| 1962 | 1968 | 1975 | 1982 | 1990 | 1999 | 2006 | 2008 | 2013 |
| ---- | ---- | ---- | ---- | ---- | ---- | ---- | ---- | ---- |
| 123  | 113  | 171  | 216  | 210  | 211  | 192  | 187  | 179  |

| 2018 | 2022 | - | - | - | - | - | - | - |
| ---- | ---- | - | - | - | - | - | - | - |
| 149  | 148  | - | - | - | - | - | - | - |

## Lieux et monuments

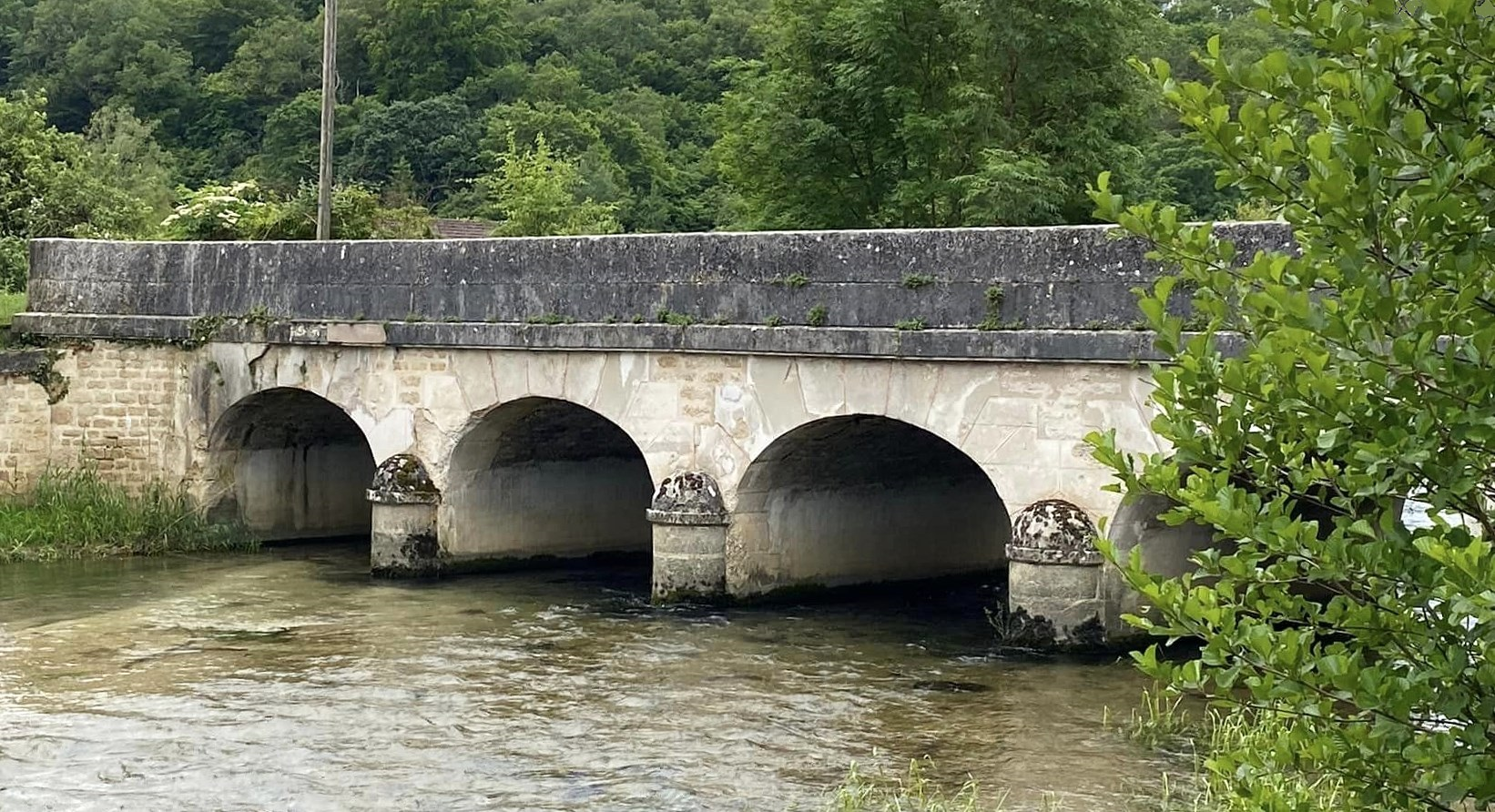
Le pont en pierre

- L'intersection du 48e parallèle nord et du 5e méridien à l'est de Greenwich se trouve sur le territoire de la commune (voir aussi le Degree Confluence Project).
- Lavoir et rives de l'Aujon.
- Église Saint-Sulpice, XIXe siècle.
- Le pont en pierre qui enjambe l'Aujon.